# أنتوني ويلان
أنتوني ويلان (بالإنجليزية: Anthony Whelan)‏ (23 نوفمبر 1959 في جمهورية أيرلندا - ) هو لاعب كرة قدم أيرلندي في مركز الدفاع. شارك مع منتخب جمهورية أيرلندا تحت 21 سنة لكرة القدم. أما مع النوادي، فقد لعب مع درودا يونايتد ومانشستر يونايتد ونادي بوهيميان ونادي دوندالك ونادي شامروك روفرز ونادي شيلبورن ونادي كورك سيتي ودوري أيرلندا الحادي عشر ‏ وBray Wanderers F.C. ‏.